# Arte sacra

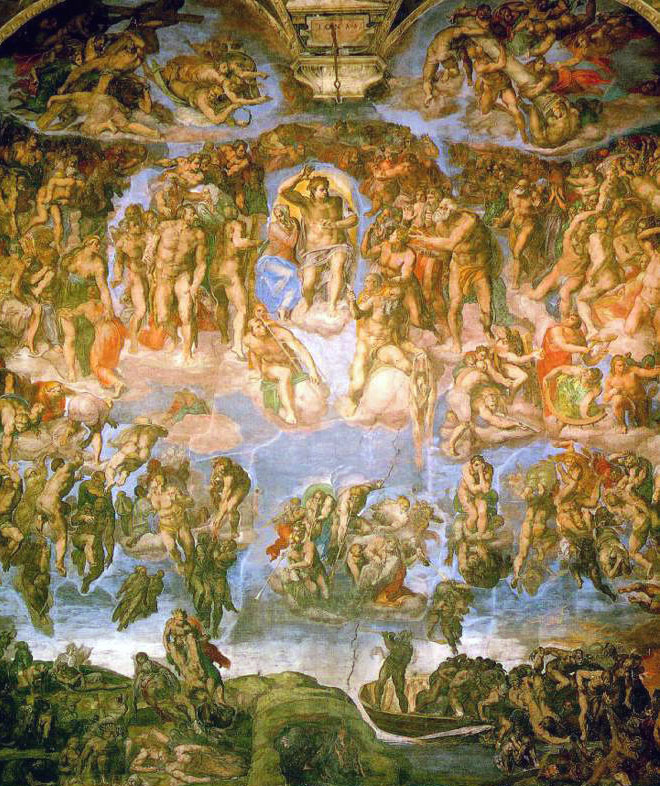
O Juízo Final, Capela Sistina, por Michelangelo.

Arte sacra é toda produção artística qualificada e destinada ao culto sagrado.

## Arte religiosa e arte sacra
Deve-se distinguir entre arte religiosa e arte sacra. A diferença está fundada não tanto nos caracteres intrínsecos de ambos e na inspiração de cada uma, mas no destino da obra artística. Existem obras de profunda inspiração religiosa e que, não obstante isto, não são destinadas ao culto, e portanto, não devem ser consideradas propriamente como sendo "arte sacra".
Em geral, pode-se dizer que é arte religiosa aquela que reflete a vida religiosa do artista. A virtude da religião tende a produzir no homem uma atitude substancialmente interna, de amor, submissão, de fé e esperança, e sobretudo, de adoração a Deus. A arte religiosa deve ter esta mesma finalidade e para que isso ocorra é necessário que a arte - conservando a característica intrínseca - se subordine ao fim da religião.
A "arte sacra" é aquela arte religiosa que tem um destino de liturgia, isto é, aquela que se ordena a fomentar a vida litúrgica nos fiéis e que por isso não só deve conduzir a uma atitude religiosa genérica, mas há de ser apta a desencadear a atitude religiosa exigida pela Liturgia, ou seja para o culto divino.

## Condições da arte sacra
A arte sacra incorpora uma série de características que são necessárias reconhecer e compreender profundamente. Por exemplo, um quadro pode provocar um sentimento religioso, mas pode não ser adequado que se celebre a Santa Missa perante ele. Se os elementos que compõem a obra artística, ainda que dominados por um sentimento religioso, não estão espiritualizados em grau suficiente, centra-se a atenção em demasia em um elemento sensível, puramente estético, sem elevar-se a um plano espiritual, que ajude alguém a colocar-se diante de Deus. Não deve, portanto, ser tratado como arte sacra, mas sim no âmbito mais geral da arte religiosa.
Não é suficiente que a subordinação seja somente ante o tema, porque, por exemplo, o Nascimento do Senhor pode ser considerado atraente em parte sob o seu aspecto de simplicidade, ternura, etc., mas sua representação não será arte religiosa e muito menos arte sacra se não tem por intenção refletir o mistério divino que ali se manifesta, e se não eleva o espírito daqueles que o contemplam.
A arte sacra, em suma, não só deve servir à Liturgia e respeitar os fins especificamente litúrgicos - ainda que mantendo-se fiel às suas exigências naturais como arte -, mas ademais deve expressar e favorecer à sua maneira esses fins, dirigindo a essa finalidade o prazer estético que, por sua natureza, à mesma arte lhe cabe produzir. Por isto, se o artista, além de o ser autenticamente, não estiver vitalmente penetrado da religiosidade geral e ao mesmo tempo da religiosidade litúrgica, não poderá produzir uma obra autêntica de arte sacra.
Disto se pode deduzir uma série de consequências. A arte sacra é necessário que seja compreensível, ou seja, que sirva de ensinamento, porque é uma "teologia em imagens". Deve representar as verdades da fé, não de um modo arbitrário, mas de exposição do dogma cristão com a maior fidelidade possível e com sentimentos autenticamente piedosos.

## Normas eclesiásticas
A atividade artística é apropriada ao homem e á Igreja, que desde os seus começos acolheu no seu seio as manifestações artísticas. De sua vez, ao ser destinadas ao culto litúrgico, intervém a Igreja para dignificá-las e evitar abusos e elementos profanos que não se adequam ao fim da arte sacra. "A Igreja se considerou sempre, com razão, como árbitro das mesmas, discernindo, entre as obras dos artistas aquelas que estavam de acordo com a fé, a piedade e as leis religiosas tradicionais e que eram consideradas aptas para o uso sagrado" (Concílio Vaticano II, Const.. Sacrosanctum Concilium, 122). Assim, toma posições tanto a respeito da música (v. Canto Gregoriano), como das artes figurativas (v. Iconoclastas).

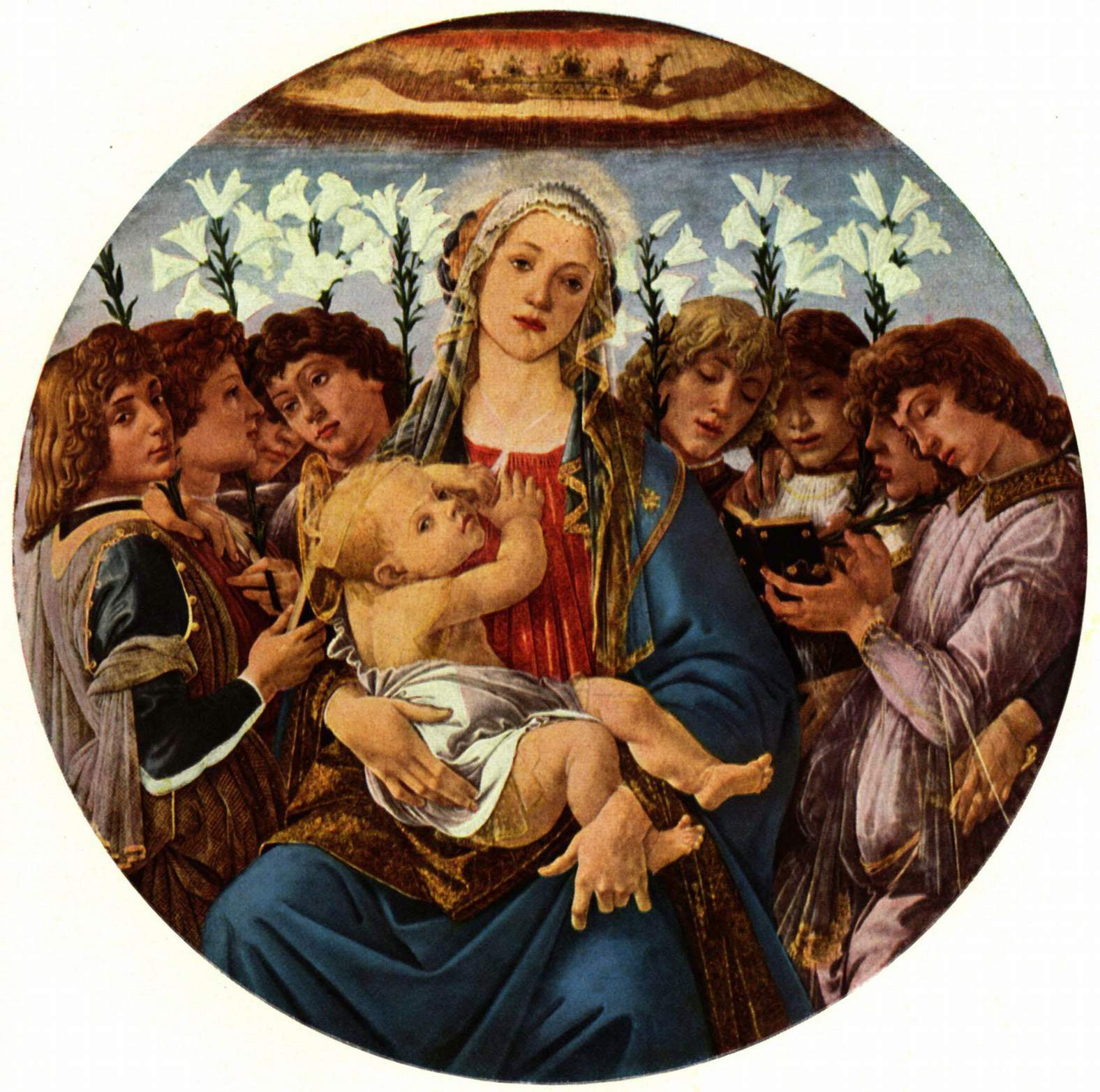
Madonna de Sandro Botticelli.

O Concílio de Trento (século XXV) emitiu um Decreto - saindo de encontro com a heresia iconoclasta dos calvinistas - estabelecendo uma vez mais o sentido tradicional que tem para o culto a representação das imagens de Cristo, da Virgem Maria, Mãe de Deus e dos outros santos, e também realçou o valor da instrução catequética que supõem as histórias dos mistérios da nossa redenção, representadas em pinturas e outras reproduções, ao mesmo tempo que condenava os abusos, para "que não se exponha imagem alguma de falso dogma" (Denz. Sch. 1821-1825).
Sucessivamente, a hierarquia eclesiástica tem feito intervenções para dignificar a arte sacra, dado não só proibições (p. ex. a decretada pela Sagrada Congregação de Ritos, de 11 de junho de 1623, que proibiu a representação do Cristo crucificado com os braços para o alto) como também tem dado orientações concretas sobre diferentes manifestações da arte sacra. Nesta linha, está o motu proprio de música sacra de São Pio X, de 22 de novembro de 1902.
Por outro lado, o Código de Direito Canônico recolheu diferentes disposições sobre a construção de Igrejas (Can. 485, 1.162, 1.164), sobre as imagens (Can. 1.2791.280, 1.385,3°), sobre os utensílios litúrgicos (can. 1.296, 3), sobre o sacrário (can. 1.268, 1.269), sobre a música (can 1.264), sobre a guarda e vigilância do patrimônio artístico (can. 1.497, 1.522, 1.523), etc.
A Encíclica Mediator Dei dá preciosas indicações sobre a música sacra e sobre as artes em geral no culto litúrgico: «As imagens e formas modernas… não se devem desprezar nem proibir-se em geral por meros preconceitos, mas é de todo necessário que, adotando-se equilibrado meio termo entre um servil realismo e um exagerado simbolismo, com a vista mais posta em proveito da comunidade cristã que no gosto e critérios pessoais do artista, tenha livre campo a arte moderna, para que também sirva, dentro da reverência e decoros devidos aos lugares e atos litúrgicos… Por outra parte… nos sentimos precisados a ter que reprovar e condenar certas imagens e formas ultimamente introduzidas por alguns que à sua extravagância e degeneração estética unem o ofender claramente mais de uma vez ao decoro e à piedade e modéstia cristã, e ofendem ao mesmo sentimento religioso, tudo isso deve afastar-se e desterrar-se em absoluto de nossas Igrejas, e em geral, tudo o que nega a santidade do lugar» (Pio XII, Enc. Mediator Deí, 20 nov. 1947, 193-194).
Posteriormente, muitos outros documentos pontifícios vieram a se referir de uma forma ou outra à arte sacra, principalmente à música  (cfr. Papa Pio XII, Instrução do Santo Ofício sobre a arte sacra, 30 jun. 1952; íd, Enc. Musica sacrae disciplinae, 25 dez. 1955; íd, Instrução da S. Cong. de Ritos sobre a Música e Liturgia Sagradas, 3 set. 1958, etc.).
O Concílio Vaticano II deu também um impulso e umas indicações concretas para a arte sacra: « A Igreja procura com especial interesse que os objetos sagrados sirvam ao esplendor do culto com dignidade e beleza, aceitando as mudanças de matéria, forma e ornato que o progresso da técnica introduz com o correr do tempo. Em consequência, os padres decidiram determinar acerca deste ponto o seguinte: "A Igreja nunca considerou como próprio nenhum estilo artístico, mas, acomodando-se ao caráter e às condições dos povos e às necessidades dos diversos ritos, aceitou as formas de cada tempo, criando no curso dos séculos um tesouro artístico digno de ser conservado cuidadosamente.
Também a arte do nosso tempo e a de todos os povos e regiões há de exercer-se livremente na Igreja desde que sirva aos edifícios e ritos sagrados com a devida honra e reverência, para que possa acrescentar a sua voz àquele admirável concerto que os grandes homens entonaram à fé católica nos séculos passados.
Os ordinários, ao promover e favorecer a arte autenticamente sacra, busquem mais uma nobre beleza que a mera sumptuosidade. Isto há de se aplicar também às vestes e ornamentação sagradas. Procurem cuidadosamente os Bispos que sejam excluídas dos templos e dos demais lugares sagrados aquelas obras artísticas que repugnam a fé, os costumes e a piedade cristã e ofendam o sentido autenticamente religioso, seja pela insuficiência, a mediocridade ou falsidade da arte.
Ao edificar os templos, procure-se com diligência que sejam aptos para a celebração de ações litúrgicas e para conseguir a participação ativa dos fiéis. Mantenha-se firmemente a prática de expor imagens sagradas à veneração dos fiéis, com tudo, que sejam poucas em número e guardem entre elas a devida ordem, a fim de que não causem estranheza ao povo cristão e nem favoreçam uma devoção menos ortodoxa." (Const. Sacrosanctum Concilium, 123-125).